# Callimetopus nigritarsis
Callimetopus nigritarsis är en skalbaggsart som först beskrevs av Francis Polkinghorne Pascoe 1865.
Callimetopus nigritarsis ingår i släktet Callimetopus och familjen långhorningar. Inga underarter finns listade i Catalogue of Life.